# Волнения в Каутокейно

Кадр из фильма «Восстание в Каутокейно» (2008)

Саамский бунт в Каутокейно — произошедшее в 1852 году выступление группы саамов против представителей норвежских властей в городе Каутокейно на севере Норвегии. Это редкий случай протеста со стороны саамов против эксплуататорской политики правительства Норвегии и единственная известная по документам конфронтация между саамами и норвежцами, которая привела к человеческим жертвам.

## Предыстория
В середине XIX века среди саамов получило распространение лестадианство, которое требовало духовно чистого образа жизни и воздержания от алкоголя. Движение стало более воинственным, когда последователи Ларса Леви Лестадиуса, называемые лестадианцами, обнаружили, что государственную монополию на спиртное поддерживает церковь Норвегии.
Лестадианцы сформировали свои собственные общины, независимые от государственной церкви. Их собрания проходили, судя по документальным свидетельствам, крайне эмоционально. Проповедники делали упор на чувствах верующих. Авторитет отдельных проповедников был выше, чем у представителей государственной церкви; последние винили лестандианцев в саботаже богослужений.
В это время саамы были на порядок беднее, чем норвежские поселенцы, если измерять богатство в оленях или другом скоте. К тому же, они находились под постоянным давлением из-за норвежской колонизации и ограничения доступа к пастбищам. Фактически они занимали более низкую ступень социальной иерархии, чем норвежцы. Особую ненависть у саамов вызывал местный торговец алкоголем. Его обвиняли в постоянном обмане и в эксплуатации клиентов-саамов, многие из которых были подвержены алкоголизму.
Алкоголизм получил широкое распространение среди коренных народов Севера. В то время он был весьма разрушительным явлением для саамов и их культуры. Лестадианцы были против продажи и употребления спиртных напитков. Но проповедь вне государственной церкви — и юридически, и духовно — была незаконной в то время. Таким образом, саамы находились в конфликте не только с местным священником и торговцем, но и с норвежским законодательством.

## Бунт
Летом 1851 года группа саамов-лестадианцев прервала службу в Шервёе. Среди прочего, они протестовали против применённого священником физического насилия (он бил тростью охваченных духовным экстазом прихожан) и его сговора с торговцем спиртным. После беспорядков 22 женщины и мужчины были приговорены к штрафам и тюремному заключению; особенно длительные сроки получили предводители: Расмус Расмуссен Спейн — 2 года каторги, Эллен Аслаксдаттер Скум — полтора года, а Матис Якобсен Хетта — 8 месяцев.
7 ноября 1852 года группа саамов, включая осуждённых, покинула палаточный лагерь и на следующий день прибыла в сторону Каутокейно. Всего в отряде восставших было 35 взрослых и 22 ребенка. Повстанцы убили местного торговца алкоголем и местного чиновника. Их слуг и сельского священника они отхлестали берёзовыми прутьями, а также сожгли дом купца. Зачинщики волнения были позднее захвачены другими саамами, которые убили двоих из них во время захвата.
Все мужчины, арестованные за участие в восстании, — за исключением двух лидеров, Аслака Хетты и Монса Сомби (которые были обезглавлены в Алте), — попали в крепость Акерсхус в Осло. Женщины, в том числе Эллен Якобсдаттер Хетта, находились в заключении в Тронхейме.
Многие из повстанцев погибли в течение нескольких лет в заключении. Среди выживших был Ларс Хетта, которому было 18 лет на момент заключения в тюрьму. Ему дали время и средства в тюрьме, чтобы осуществить первый перевод Библии на саамский язык.

## Последствия
Восстание не было прямым ответом на насильственную ассимиляцию в рамках политики норвегизации, которая позже стала официальной политикой правительства, но восстание 1852 года оказало влияние на выбор, сделанный новосозданным норвежским государством, когда эта политика была реализована. Норвегия в то время уже предпринимала достаточно усилий, чтобы ассимилировать саамов в этнических норвежцев, в то время как сами норвежцы в то время всё ещё пытались представить свою идентичность отдельно от датчан и шведов.
Норвегизация значительно усилилась после расторжения унии между Норвегией и Швецией в 1905 году. Она продолжалась до споров в Альте в начале 1980-х годов и не была полностью снята с повестки дня до лета 2001 года.

## В искусстве
Событиям 1852 года посвящён норвежский художественный фильм «Восстание в Каутокейно» 2008 года. Также они составляют часть сюжетной линии романа Ханне Эрставик «Пасторша» (норв. Presten).